# Studia Mesopotamica
Studia Mesopotamica. Jahrbuch für altorientalische Geschichte und Kultur (kurz StMes) ist ein in Münster von Manfried Dietrich, Kai Metzler und Hans Neumann 2014 gegründetes und herausgegebenes Jahrbuch.
Die Studia Mesopotamica (StMes) erscheinen seit 2014 jährlich im Ugarit-Verlag in Münster/Westf. und widmen sich in wissenschaftlichen Abhandlungen Themen der Geschichte, der Kultur, der Sprachen und der Kunst des Alten Orients vom 3. Jahrtausend v. Chr. bis zur Zeitenwende (Sumer und Akkad, Babylonien und Assyrien, Nordsyrien, Elam und Iran). Darüber hinaus steht das Jahrbuch für Untersuchungen über Auswirkungen altorientalischer Kulturentwicklung auf die Umwelt und auf die Nachwelt (bis zum Ende der Sassaniden-Zeit) sowie für deren Erforschung (Wissenschaftsgeschichte) offen.
Der Jahresband soll jeweils im Juni, also rechtzeitig zum Internationalen Kongress für Assyriologie und Vorderasiatische Archäologie, erscheinen. Für seinen Umfang sind durchschnittlich 400 Seiten vorgesehen, er bleibt aber grundsätzlich flexibel und richtet sich nach den bis zum Juli des Jahres aufgenommenen Beiträgen.
Die Beiträge sollen in einer der drei Kongresssprachen Deutsch, Englisch oder Französisch verfasst sein und bei variabler Länge sachlich einen international anerkannt hohen wissenschaftlichen Standard widerspiegeln. Damit wenden sie sich in erster Linie zwar an die Fachgelehrten des Antiken Vorderen Orients (Altorientalische Philologie, Vorderasiatische Archäologie). Sie sollen aber gleichzeitig das Interesse der Nachbarwissenschaften an der Altorientalistik wecken und einen Anstoß dazu bieten, die Bedeutung altorientalischer Denkmäler für die Semitistik, die Bibelwissenschaften, die Kleinasienkunde, die Iranistik, die Ägyptologie und die Altarabistik zu erkennen.